# Conon van Samos
Conon van Samos (Oudgrieks Κόνων ὁ Σάμιος) (ca. 280 v.Chr. - 220 v.Chr) was een hellenistische astronoom en wiskundige. Hij wordt vooral herinnerd omdat hij het sterrenbeeld Coma Berenices zijn naam heeft gegeven.